# La prova dell'otto
La prova dell'otto è stato un programma televisivo italiano condotto da Caterina Guzzanti,  in onda ogni martedì in seconda serata su MTV dal 26 marzo all'11 giugno 2013.

## Programma
Il programma sono le prove mandate in diretta di Culturissima condotto da Flavinia (Caterina Guzzanti), che fa da cornice a servizi e rubriche. L'intero show è una parodia della televisione italiana, del web e di fenomeni giovanili emergenti. In ogni puntata c'è un ospite che appartiene al mondo dello spettacolo.

## Interpreti
- Caterina Guzzanti: Flavinia, Pippa, Vichi
- Giulio Somazzi
- Claudio Vanni
- Arianna Gaudio: Trapezia Marconi
- Alessandro Rossi
- Saverio Raimondo
- Francesca Lucidi
- Carlotta Mazzoncini
- Paolo Calabresi: Paolo Fiaschetti
- Massimo De Lorenzo
- Edoardo Ferrario: Er Pips (Filippo de Angelis)
- Alice Mangione: Alyce Make Up
- Lele Vannoni
- Patrizio Roversi
- Costanza Scaloni (Lady Coco): Dj

## Rubriche
- Quantum of Coso
- Alyce Make Up
- Er Pips spiega la storia dell'arte
- Ginnaste
- English Conversation
- Psichiatra
- Favella Nunc
- XY Factor

## Gag
- Al Ristorante
- Il Sotto Sotto delle Donne
- Accademia della Crusca

## Personaggi storici
- Omero
- Alessandro Manzoni
- Dante Alighieri
- Wolfgang Amadeus Mozart
- Leonardo da Vinci e Mark Zuckerberg
- Sigmund Freud
- Cleopatra
- Giuda Iscariota
- Lady Gaga
- Giuseppe Verdi

## Personaggi
- Flavinia
- Trapezia Marconi
- Autori
- Er Pips (Filippo de Angelis)
- Pippa Asley
- Paolo Fiaschetti
- Alyce Make Up
- Olivia
- Vichi
- Psichiatria
- Alan (Regia)

## Ospiti
- Dario Argento
- Fiorella Mannoia
- Irene Grandi
- Pif
- Fabio Caressa
- Mannarino
- Donatella Finocchiaro e Carlotta Natoli
- Massimiliano Bruno
- Carlo Cracco
- Valeria Solarino
- Michele Riondino e Federico Russo

## Puntate
| Puntata | Data           |
| ------- | -------------- |
| 1       | 26 marzo 2013  |
| 2       | 2 aprile 2013  |
| 3       | 9 aprile 2013  |
| 4       | 16 aprile 2013 |
| 5       | 23 aprile 2013 |
| 6       | 30 aprile 2013 |
| 7       | 7 maggio 2013  |
| 8       | 14 maggio 2013 |
| 9       | 21 maggio 2013 |
| 10      | 28 maggio 2013 |
| 11      | 4 giugno 2013  |
| 12      | 11 giugno 2013 |

|                                    | 26/03 | 2/04 | 9/04 | 16/04 | 23/04 | 30/04 | 7/05 | 14/05 | 21/05 | 28/05 | 04/06 | 11/06 | 11/06 |
| Quantum of Coso                    | Si    | Si   | Si   | Si    | Si    | Si    | Si   | Si    | Si    | Si    | Si    | Si    | Si    |
| Er Pips spiega la storia dell'arte | Si    | Si   | Si   | Si    | Si    | Si    | Si   | Si    | Si    | Si    | Si    | Si    | Si    |
| Alice Make Up                      | Si    | Si   | Si   | Si    | Si    | Si    | Si   | Si    | Si    | Si    | Si    | Si    | Si    |
| Ginnaste                           | Si    | Si   | Si   | Si    | Si    | Si    | Si   | Si    | Si    | Si    | Si    | Si    | Si    |
| English Conversation               | Si    | Si   | Si   | Si    | Si    | Si    | Si   | Si    | Si    | Si    | Si    | Si    | Si    |
| Al Ristorante                      | Si    | Si   | Si   | Si    | Si    | Si    | Si   | Si    | Si    | Si    | Si    | Si    | Si    |
| Il Sotto sotto delle Donne         | Si    | Si   | Si   | Si    | Si    | Si    | Si   |       | Si    | Si    |       | Si    | Si    |
| Psichiatra                         | Si    | Si   |      | Si    | Si    | Si    |      | Si    |       | Si    | Si    | Si    | Si    |
| Favella Nunc                       |       | Si   | Si   |       |       | Si    | Si   |       |       |       | Si    | Si    | Si    |
| Accademia della Crusca             |       | Si   | Si   |       |       | Si    |      | Si    | Si    |       | Si    |       |       |
| XY Factor                          |       |      |      | Si    | Si    |       | Si   | Si    | Si    |       |       | Si    | Si    |